# Aphelandra dolichantha
Aphelandra dolichantha är en akantusväxtart som beskrevs av John Donnell Smith. Aphelandra dolichantha ingår i släktet Aphelandra och familjen akantusväxter. Inga underarter finns listade i Catalogue of Life.